# Familia López de Oliver

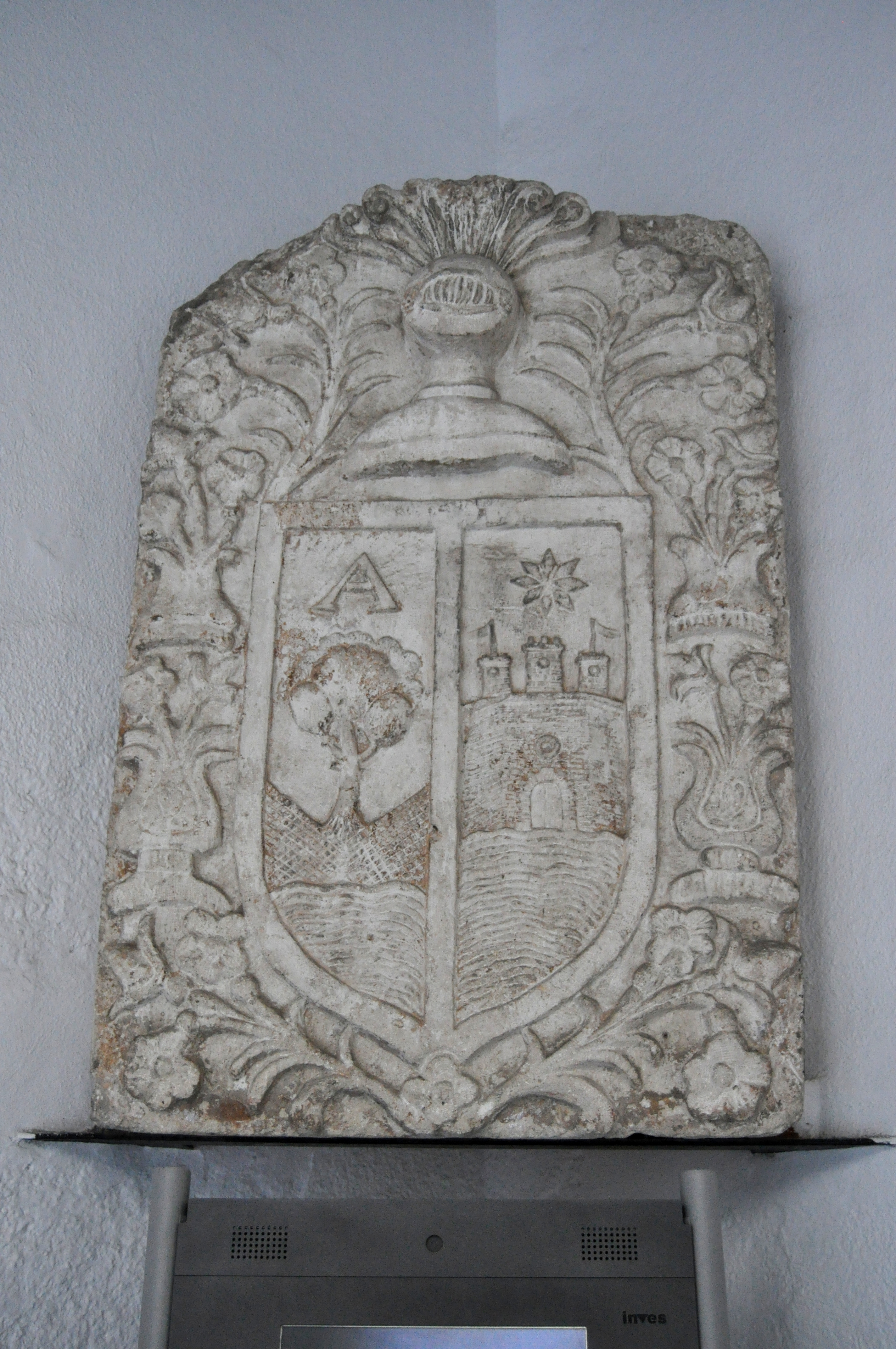
Armas recuperadas de los López de Oliver, Ayuntamiento de Villena

Familia nobiliaria de origen aragonés asentada en Villena (Alicante) cuyos miembros ocuparon cargos del gobierno local desde el siglo XIII como regidores perpetuos y jurados, destacando José Antonio López de Oliver, I conde de la Roche y en el siglo XIX la figura de Joaquín María López de Oliver, presidente del Consejo de Ministros de España y alcalde de Madrid. Tuvieron su casa solar con sus armas en el desaparecido palacio de la Puerta de Almansa, con capillas y altares en la iglesia arciprestal de Santiago y en el monasterio de la Santísima Trinidad. 
Emparentaron con otras familias nobles de la zona como los Mergelina, los Selva, los Fernández de Palencia, los Fernández de Medina, los Richarte de Almarcha, los Martínez de Olivencia, los López de Platas, los Santonja o los Ferris de Biar (descendientes de Fernando de Castilla y Mendoza) entre otros.

## Historia

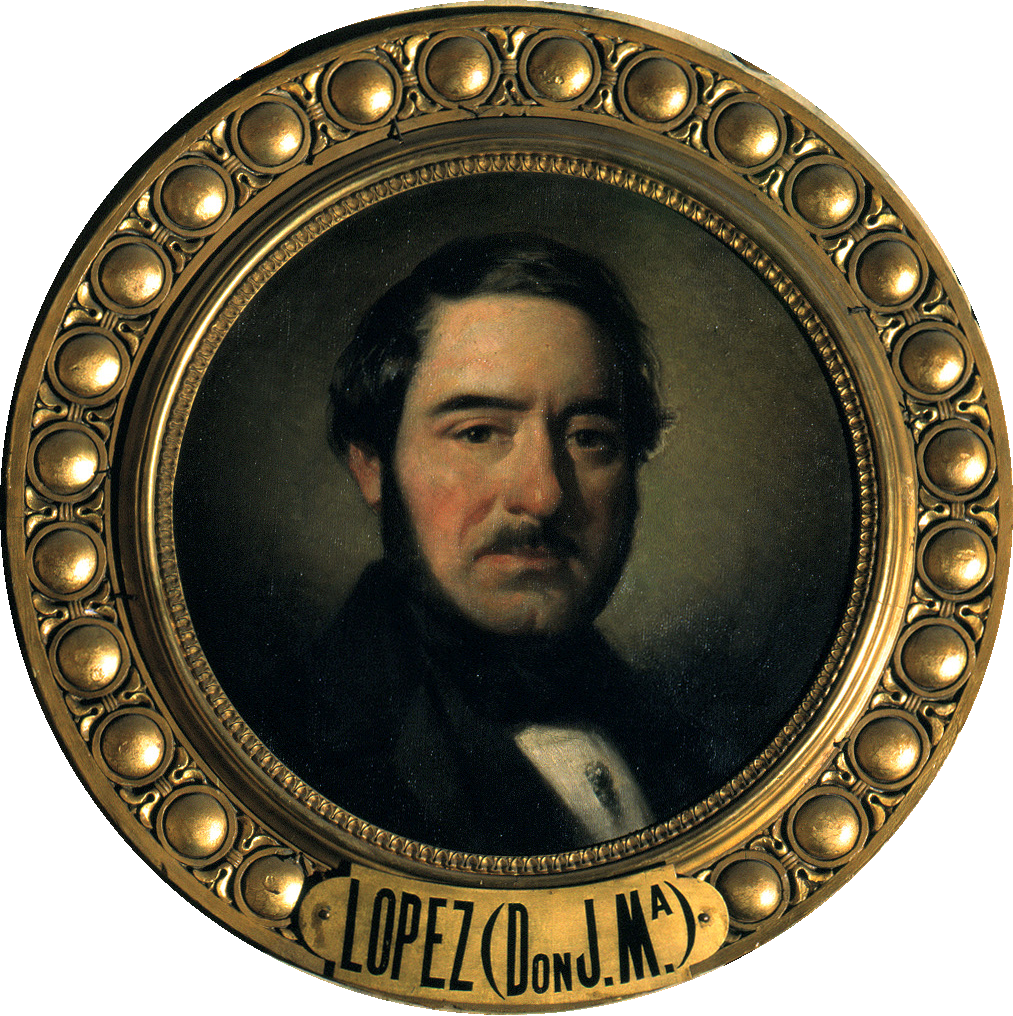
Joaquín María López

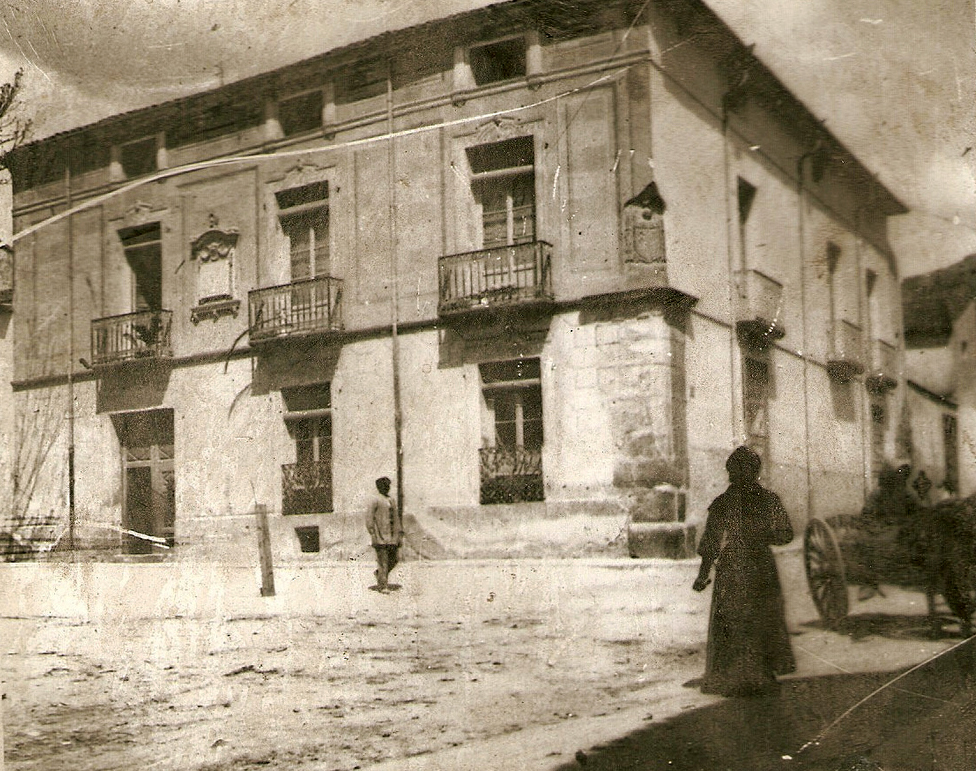
Casa de los López de Oliver en la Puerta de Almansa, Villena (desaparecida)

Ya entrado el siglo XVIII diferentes miembros ejercen como abogados de los Reales Consejos y una rama menor accede al título de Conde de la Roche. 
En el cambio de siglo Joaquín María López de Oliver llega a ostentar cargos de primer orden en el gobierno y administración siendo nombrado presidente de este hasta en dos ocasiones. En los siglos XIX y XX diferentes miembros siguieron desempeñando cargos de gobierno local y sirvieron también como diputados a cortes.

## Linaje
- Pedro López de Oliver (c.a Siglo XIII), noble aragonés que combatió junto a Alfonso X el Sabio en la conquista del reino de Murcia junto con su hijo, recibiendo por ello terrenos en varias poblaciones de la región.[1]
- Íñigo López de Oliver (c.a Siglo XIII), combatió junto a Alfonso X en la conquista del reino de Murcia junto con su padre, recibiendo por ello terrenos en varias poblaciones de la región.
- Laurencio López de Oliver
- Lorenzo López de Oliver
- Laurencio López de Oliver
- Lorenzo López de Oliver Fernández de Palencia
- Lorenzo López de Oliver y Herrero
- Lorenzo López de Oliver Richarte de Almarcha
- Lorenzo López de Oliver Fernández de Medina
- Lorenzo López de Oliver y Oliver
- Alfonso López de Oliver y Herrero
- Joaquín López de Oliver y Selva
- Alonso López de Oliver y Pérez

- Joaquín María López de Oliver y López de Platas (Villena, Alicante, 15 de agosto de 1798 - Madrid, 14 de noviembre de 1855) político, jurista y orador parlamentario español, de ideología progresista. Alcanzó en dos ocasiones la presidencia del Gobierno y fue alcalde de Madrid. Casó con su prima Manuela López de Platas y Cervera.[2]

- Pascasio López de Oliver y López de Platas (Villena, Alicante, 4 de diciembre de 1825 - Villena, 8 de abril de 1904) abogado y diputado a cortes. Casó con Aurelia Santonja.

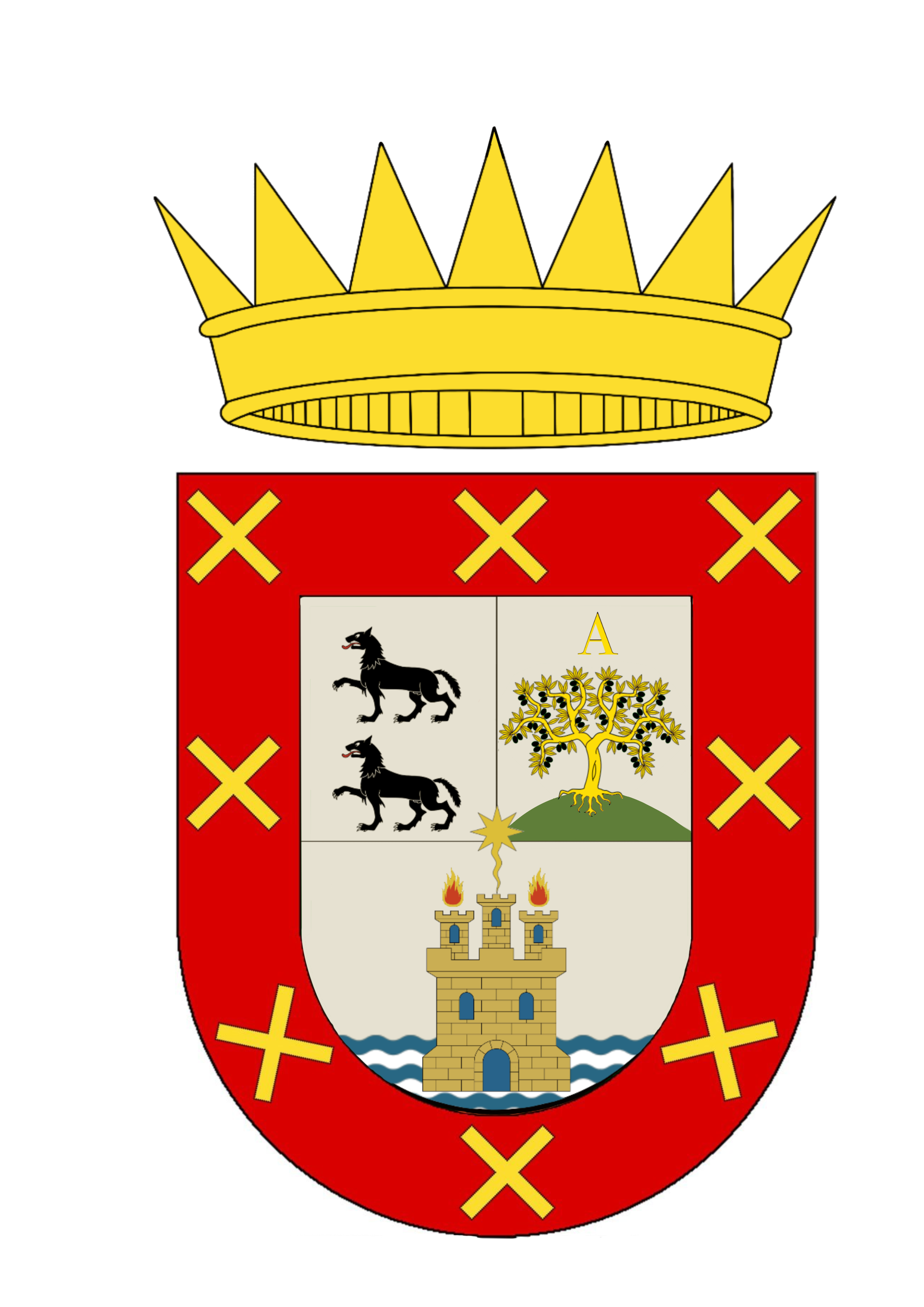
Armas de los López de Oliver

- Pascasio López de Oliver Santonja (? - Villena, Alicante, 30 de diciembre de 1924) diputado a cortes y alcalde de Villena. Casó con María Gracia Ferris Micó, hija de Teresa Micó de Ferris azafata de Isabel II.[4]

## Miembros ilustres del linaje López de Oliver
- Joaquín María López de Oliver (Villena, Alicante, 15 de agosto de 1798-Madrid, 14 de noviembre de 1855) fue un político, jurista y orador parlamentario español, de ideología progresista. Alcanzó en dos ocasiones la presidencia del Gobierno y alcalde de Madrid.[5]

- Juan Antonio López de Oliver, I Conde de la Roche
- Luciano López de Oliver Ferrer (Valencia, 1869-Madrid, 1945) diputado a Cortes y diplomático español. Ingresó en la carrera diplomática en 1898, trabajó en las legaciones de Inglaterra, Portugal, Holanda y en la preparación de la Conferencia de Algeciras. Fue cónsul en Tetuán y La Habana, hasta 1915. En 1930 trató de reorganizar a los monárquicos de Villena y fue uno de los promotores de la Unión Monárquica. En 1931 fue nombrado Alto Comisario de España en Marruecos, y en 1933 embajador en Cuba.
- Enrique Selva Mergelina López de Oliver y Selva (1852-1923), vicepresidente de la Junta Provincial carlista de Valencia a finales del siglo XIX— se casó con María de la Trinidad Mergelina y Llorens (1851-1924), prima del dirigente carlista valenciano Joaquín Llorens y Fernández de Córdoba.[6] Fue padre de José Selva Mergelina, quinto marqués de Villores.[7]
- José Selva Mergelina, quinto marqués de Villores (Valencia, 10 de julio de 1884 - Valencia, 10 de mayo de 1932) fue un político carlista español, último secretario político del pretendiente Jaime de Borbón y Borbón-Parma y jefe delegado de la Comunión Tradicionalista desde 1921 hasta su muerte en 1932.